# 上山直英
上山 直英（うえやま なおひで、1951年3月1日 - ）は、日本の経営者。大日本除虫菊社長を務めている。大阪府出身。

## 経歴・人物
1974年に慶應義塾大学商学部を卒業し、同年に三和銀行に入社した。1984年に大日本除虫菊に転じ、常務、専務を経て、1997年に副社長に就任し、1999年12月には社長に昇格。2000年12月には日本殺虫剤工業会会長に就任。2004年から在大阪セルビア・モンテネグロ名誉総領事に就任し、大日本除虫菊社内に在大阪セルビア・モンテネグロ名誉総領事館が開設される。2006年にセルビア・モンテネグロがセルビア共和国となったことにあわせてセルビア共和国名誉総領事となる。2020年にセルビア国旗勲章第三等級章を授与される。